# متحف الماء
متحف أمان أو متحف المياه في مراكش أو متحف محمد السادس لحضارة المياه، هو متحف يقع في مدينة مراكش مخصص للمياه والتقنيات الهيدروليكية في المغرب، يقع في بستان النخيل الثقافي، افتتح المتحف في 5 يناير 2017 بحضور ولي العهد الأمير الحسن بن محمد، وفتح أبوابه للزائرين في مايو من نفس العام، ويعود أصل المشروع إلى عام 2011، حيث بلغت تكلفة المشروع حوالي 163 مليون درهم. حالياً تتولى إدارة المتحف شركة لون كوم ومديرها العام يوسف موحيي، حيث بلغ عدد زواره في عام 2018، حوالي 37500 زائر. يحتوي المتحف على مساحة عرض دائمة بمساحة 2 235 م² موزعة على ثلاثة مستويات، ومساحة للمعارض المؤقتة بمساحة 570 م². يحتوي المتحف أيضًا على غرفة متعددة الأغراض بسعة 350 مقعدًا، وقاعة مخصصة للمعارض المؤقتة، وغرفة اجتماعات.

### المعرض الدائم
المحاور والمواضيع التي يتناولها المعرض الدائم للمتحف هي:
1. الخصائص الفيزيائية والكيميائية للماء.
2. الموارد المائية في المغرب.
3. التراث المائي الريفي التقليدي للأنظمة البيئية المغربية العظيمة: الواحات والجبال والسهول والصحراء.
4. التراث المائي الحضري لثلاث مدن تاريخية: فاس ومراكش وتطوان.
5. القانون العرفي وطرق الإدارة التقليدية.
6. الروحانيات والطقوس والمهرجانات المرتبطة بالمياه.
7. سياسة السدود وقانون المياه لجلالة الملك الحسن الثاني.
8. الاستراتيجية الوطنية للمياه والسياسة الجديدة لجلالة الملك محمد السادس.
9. تحديات المستقبل.

## روابط خارجية
- موقع رسمي نسخة محفوظة 1 ديسمبر 2022 على موقع واي باك مشين.